# Johan Fredrik Kock
Johan Fredrik Kock, född 16 september 1785 i Vadstena, död 10 augusti 1828 i Vadstena, var en svensk konstnär, tecknare och grafiker. 
Han var son till skomakaråldermannen Abraham Johan Kock och Anna Brita Landberg. Kock studerade vid Konstakademien i Stockholm omkring 1801 och var därefter verksam som konstnär i Vadstena. Han var representerad vid utställningen Stockholmsliv genom konstnärsögon på Stockholms stadsmuseum 1942. Bland hans offentliga arbeten märks en utökning av Pehr Hörbergs altartavla i Steneby kyrka. Han utförde en teckning av Brännkyrka kyrka 1807 samt plan- och profilritningar av Vadstena kloster i kolorerad etsning 1822 som kan ses vid Nationalmuseum i Stockholm. Ritningarna låg till grund för hans bok Anteckningar om Vadstena kloster (1825).